# Roberto Curcio
Roberto Curcio (Alessandria d'Egitto, 3 agosto 1912 – Roma, 8 aprile 1992) è stato un pentatleta italiano.

## Biografia
Nato nel 1912 ad Alessandria d'Egitto, in Egitto, a 35 anni partecipò ai Giochi olimpici di Londra 1948, arrivando 19º nell'individuale (22º nell'equitazione, 7º nella scherma, 14º nel tiro a segno, 26º nel nuoto e 36º nella corsa).
Morì nel 1992, a 79 anni.